# Ірина Кантакузина
Іри́на Кантакузи́на (серб. Ирина Кантакузин / Irina Kantakuzin, грец. Ειρήνη Καντακουζηνή) або деспотеса Єрина (серб. деспотица Јерина / despotica Jerina) — дружина сербського деспота Джураджа Бранковича. У сербських народних легендах представлена засновницею кількох фортець у Сербії.

## Походження
Ірина Кантакузина була сестрою Георгія Палеолога Кантакузина. Згідно з генеалогією, розробленою Дональдом Ніколом, серед їхніх суродженців були Андронік Палеолог Кантакузин, Тома Кантакузин, Олена Кантакузина та ще одна сестра, що одружилася із царем Грузії. Нікол припускав, що їхнім батьком був Димитрій Кантакузин і був упевнений, що дідом був Матвій Кантакузин, а прадідом — імператор Іоанн VI. Проте пізніше Нікол відмовився від такої генеалогії і припустив, що батьком Ірини міг бути брат Димитрія — Теодор Кантакузин.

## Життєпис
Точного року народження Ірини Кантакузини невідомо, проте відомо, що вона народилася близько 1400 року в Константинополі.
26 грудня 1414 року Ірина Кантакузина вийшла заміж за сербського деспота Джураджа Бранковича. Імовірно, вона зробила значний внесок у будівництво Смедеревської фортеці — тогочасної нової резиденції деспотів Сербії, яку будували грецькі майстри. Під час будівництва, що розпочалося у 1428 році, людей змушували важко і безкоштовно працювати. Через це у сербській усній народній творчості образ Ірини Кантакузини є негативним.
Як повідомляє пізньовізантійський історик Михаїл Критовул, після смерті Джураджа Бранковича у 1456 році Ірина стала регенткою їхнього сина Лазаря, що вступив на престол. Проте він швидко позбавив матір будь-якої влади. Вона спробувала втекти до Константинополя, який тоді вже був захоплений османами, разом із донькою Марою та сліпим сином Гргуром. Проте Ірина була схоплена, попри те, що її діти змогли втекти із Сербії вдало. Ірина була силою пострижена в монахи і померла в ніч із 2 на 3 травня 1457 року на горі Рудник, де й була похована. Історик XVI століття Теодор Спадунес вказує, що Ірина була отруєна Лазарем.

## Родина
У шлюбі з Джураджем Бранковичем народилося шестеро дітей:
- Теодор Бранкович (1415—1428);
- Гргур Бранкович (1416/1417-1459);
- Лазар Бранкович (1421/1427-1458), деспот Сербії у 1456—1458 роках;
- Стефан Бранкович (1425—1476), деспот Сербії у 1458—1459 роках;
- Мара Бранкович (1416—1487), дружина султана Мурада II;
- Катерина Бранкович (1418—1492), дружина графа Ульріха II Ціллі.

## У фольклорі
У сербській усній народній творчості Ірина Кантакузина отримала прізвисько Проклята Ірина. Таке прізвисько пов'язане з тим, що вона, імовірно, зробила значний внесок у будівництво фортець у Сербії за правління Джураджа Бранковича: Смедеревська, Магліч, Ужицька, — у зв'язку з чим із населення збирали великі податки, а людей змушували важко і безкоштовно працювати на будівництві. Згодом ім'я Ірина у народі стало звучати Єрина. Сербський письменник і лінгвіст Вук Караджич зібрав багато народних пісень про Ірину Кантакузину, як-от «Đurđeva Jerina», «Dva Despotovića», «Ženidba Đurđa Smederevca», «Kad je Janko vojvoda udarao Đurđa despota buzdohanom», «Oblak Radosav» та «Starina Novak i knez Bogosav».